# Hypoeschrus ferreirae
Hypoeschrus ferreirae är en skalbaggsart som beskrevs av Pierre Lepesme och Stefan von Breuning 1955. Hypoeschrus ferreirae ingår i släktet Hypoeschrus och familjen långhorningar.
Artens utbredningsområde är Moçambique. Inga underarter finns listade i Catalogue of Life.